# Aristida obscura
Aristida obscura är en gräsart som beskrevs av Johannes Jan Theodoor Henrard. Aristida obscura ingår i släktet Aristida och familjen gräs.
Artens utbredningsområde är New South Wales. Inga underarter finns listade i Catalogue of Life.